# Liste des aéroports les plus fréquentés en Islande
Cet article dresse la liste des aéroports les plus fréquentés sur l'île.

## Évolution en graphique de Keflavik
Pour des raisons techniques, il est temporairement impossible d'afficher le graphique qui aurait dû être présenté ici.

Voir la requête brute et les sources sur Wikidata.

## Évolution en graphique en dehors de Keflavík
Pour des raisons techniques, il est temporairement impossible d'afficher le graphique qui aurait dû être présenté ici.

Voir la requête brute et les sources sur Wikidata.

## En tableau
| Rang | Aéroport    | Code AITA | Passagers 2019 | Passagers 2018 | Passagers 2017 |
| ---- | ----------- | --------- | -------------- | -------------- | -------------- |
| 1    | Keflavík    | KEF       | 7247820        | 9 804 388      | 8 755 351      |
| 2    | Reykjavik   | RKV       | 350858         | 400 044        | 425 686        |
| 3    | Akureyri    | AEY       | 184262         | 202 252        | 205 777        |
| 4    | Egilsstaðir | EGS       | 83954          | 94 225         | 98 989         |

Sources : Isavia